# Maraca
|  | Aquest article tracta sobre l'instrument. Si cerqueu el gènere d'aranyes, vegeu «Maraca (animal)». |

La maraca és un instrument de percussió indeterminada fet d'una carbassa, o un altre fruit natural de cavitat globular, omplert de llavors, grans de sorra o qualsevol granulat dur. Produeixen so en sacsejar-la pel mànec. És un instrument popular a l’Amèrica del Sud utilitzat sobretot en la música lleugera. En general es troben en parells, una per a cada mà. L'instrumentista que les toca es diu en castellà maraquero. Les maraques proveeixen ritme en l'espectre de freqüència alt. Es pot utilitzar una quantitat desigual de còdols en el parell per produir el seu so distintiu. Avui se'n fabriquen en una gran diversitat de materials (plàstic, baquelita, etc.).
| Duet de maraca i xiulet |
|                         |
|                         |
|                         |

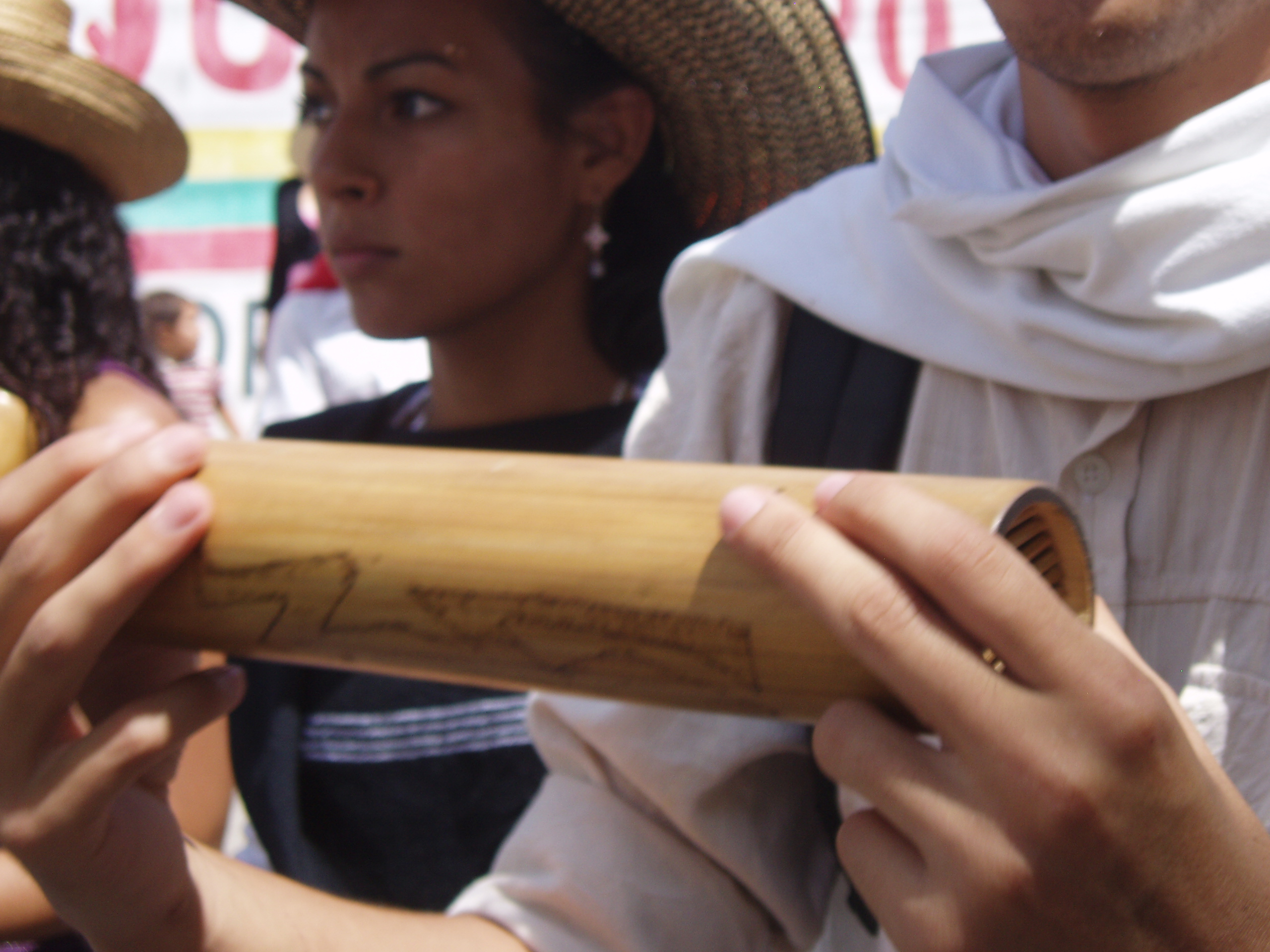
Maraca pijao

La maraca pijao és un cilindre sense mànec fi de guadua omplert de llavors d'achira.
Tradicionalment, son fetes del fruit de la Crescentia cujete i farcides amb llavors. Tenen el seu origen en les tribus indígenes, que les usaven amb fins cerimonials molt abans de l'ocupació espanyola, encara que normalment no en parells.
La paraula prové d'un mot carib o arauac maraka o del guaraní mbaraká que va entrar en el català via el castellà.

## Usos
Als plans veneçolans s'utilitzen com a acompanyant de l'arpa i el cuatro en acoblaments de música flocklórica. Tot i la simplicitat de l'instrument, els maraqueres de la plana han aconseguit una tècnica impressionant de sincopats i contratemps a gran velocitat. En algunes regions el maraquera també sol cantar. Entre els seus millors exponents destaquen: Juan Ernesto Laya amb el grup Ensamble Gurrufío, Normando Betancourt, Andrés Coromoto Martínez, entre d'altres.
En Candelario a Colúmbia les maraques són utilitzades en diversos ritmes musicals com la vidita, la música de gaita i el Cachamba, entre d'altres. A Xile, a més d'indicar l'instrument la paraula es fa servir despectivament per referir-se a les dones que es dediquen a la prostitució.
Potser la seva importància a la salsa s'assembla al paper de «hihat» i el tambor de trampa en la música popular i rock. Un parell d'aquestes es fa servir per crear el so únic i tan comú en la música d'Amèrica.